# Соколова, Зоя Юрьевна
Зоя Юрьевна Соколова (Тауринь) (род. 3 апреля 1970) — советская и российская легкоатлетка, специалистка по бегу на короткие дистанции и спринту. Выступала за сборные СССР и России по лёгкой атлетике в 1980-х и 1990-х годах. Мастер спорта России международного класса.  Рекордсменка России в эстафете 4×200 метров. Серебряный и бронзовый призёр Чемпионата Европы по лёгкой атлетике среди юниоров 1989.

## Биография
Зоя Тауринь родилась 3 апреля 1970 года. Занималась лёгкой атлетикой в городе Наровля Гомельской области Белорусской ССР под руководством тренера, представляла РСФСР.
Серьёзный успех на международном уровне был достигнут Зоей в сезоне 1989 года, когда она вошла в состав советской сборной и выступила на юниорском чемпионате Европы по лёгкой атлетике, где выиграла серебряную медаль в зачёте бега на 100 метров и бронзовую — в зачёте бега на 200 метров.
Обладатель действующих рекордов Республики Беларусь среди юниорок в беге на 100 и 200 метров.  
Также на соревнованиях Pearl European Relays в Портсмуте установила ныне действующий национальный рекорд России в эстафете 4 × 200 метров.